# Hôpital Starship
Pour les articles homonymes, voir Starship.
L'Hôpital Starship (Starship Children's Health) est un hôpital public pour enfants situé à Auckland, en Nouvelle-Zélande. Ouvert le 18 novembre 1991, il a été l'un des premiers hôpitaux pour enfants construits à cet effet en Nouvelle-Zélande, et est le plus grand établissement de ce type dans le pays . Bien qu'il s'agisse d'un établissement distinct, il est situé sur le même terrain de la région de Grafton  que l'hôpital municipal d'Auckland à Auckland City et est adjacent à la faculté de médecine d'Auckland (en).
Starship Children's Health traite plus de 86 000 patients par an (exercice 2005/2006), dont environ un quart sont des patients hospitalisés. Starship est également un important centre d'enseignement médical, leader de la Nouvelle-Zélande dans la formation et la recherche pédiatriques. L'hôpital a reçu le New Zealand Health Innovations Award 2005 pour ses programmes de sécurité des médicaments.

## Installations

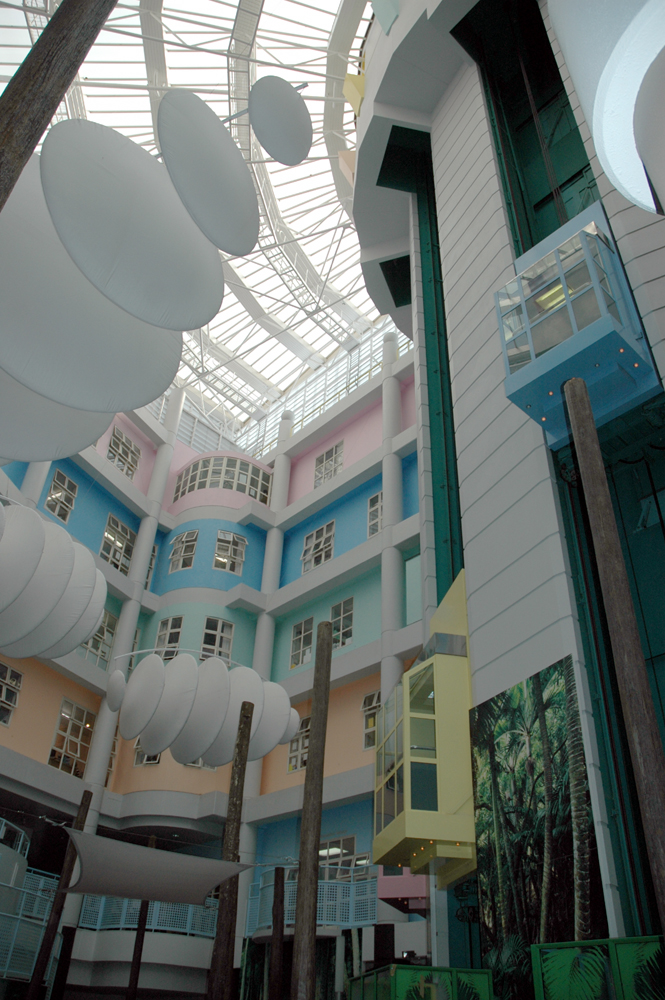
Atrium principal du bâtiment Starship vu de la cour intérieure.

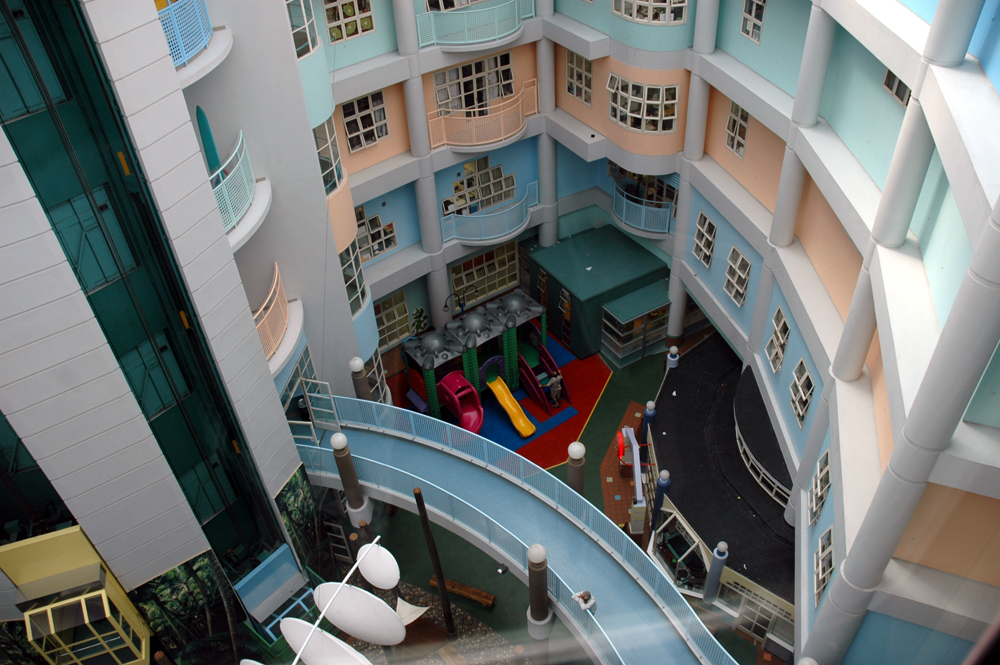
Atrium principal du bâtiment vu du haut.

### Personnalité
Le bâtiment principal de Starship a ouvert ses portes le 18 novembre 1991 sur le terrain de l'hôpital de la ville d'Auckland. Son nom a été choisi pour plaire aux enfants et aux jeunes et pour refléter la conception du bâtiment. Le bâtiment dispose d'un atrium central éclairé par la lumière naturelle et conçu sur le thème de la forêt tropicale avec une aire de jeux. Chacun de ses cinq niveaux est peint d'une couleur différente, avec une signification symbolique : bleu océan pour l'océan Pacifique ; orange pour la terre; bleu pour le ciel ; jaune pour le soleil; et rose pour la santé.

### Installations médicales
Les installations comprennent des services aux patients hospitalisés et ambulatoires ainsi que des services communautaires tels que le service communautaire de santé infantile et d'invalidité, Safekids et les soins pédiatriques à domicile. Le bâtiment compte neuf salles et une capacité de 219 lits. Outre le bâtiment principal, Starship possède des cliniques externes pour la région d'Auckland à Tamaki, West Auckland et North Shore, ainsi qu'à environ 45 cliniques de proximité à travers le pays.
L'hôpital Starship est le principal centre de traumatologie pour enfants de la région d'Auckland et le centre tertiaire de traumatologie majeur pour enfants du Northland, d'Auckland et du nord de la région de Waikato.

### Autres
Le groupe de bénévoles Radio Lollipop (en) exploite une station de radio hospitalière et rend visite aux enfants avec des jeux et des animations en soirée. L'hôpital comprend un certain nombre de points de vente d'aliments et un dépanneur. Auparavant, il possédait également une franchise McDonald's, mais celle-ci a été fermée en 2005 après huit ans d'exploitation, l'entreprise citant une opération très marginale comme raison principale. Certains militants anti- obésité ont également considéré que le restaurant de restauration rapide transmettait un message erroné, bien que la franchise ait noté qu'elle avait étendu son menu au-delà de sa sélection normale pour inclure des choix tels que des céréales.